# Muzio Clementi
Muzio Filippo Vincenzo Francesco Saverio Clementi, född 24 januari 1752 i Rom, död 10 mars 1832 i Evesham, Warwickshire, var en italiensk pianist och tonsättare.

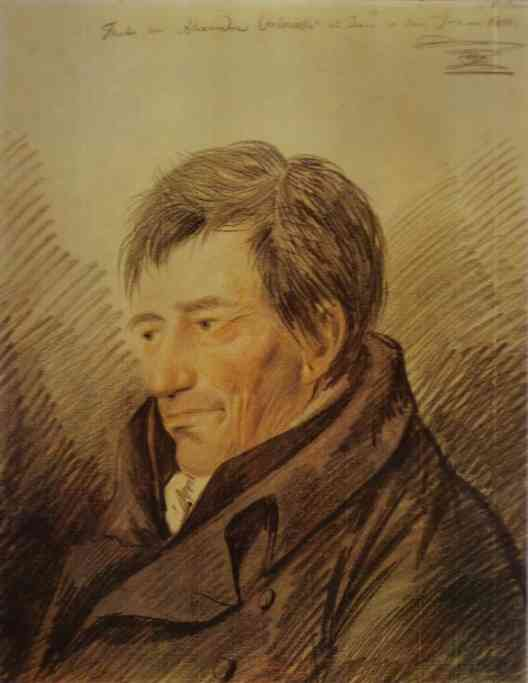
Porträtt av Clementi, målat av Aleksander Orłowski (1810)

## Biografi
Clementi studerade sång för Santarelli och den stränga satsen för Carpani, utvecklade sig därefter i stillhet hos en engelsk mecenat, Beckford, samt uppträdde 1770 i London med glänsande framgång såsom kompositör och virtuos. Sin största förtjänst äger Clementi om etydkompositionen; hans klassiska Gradus ad Parnassum (1817) har ännu i dag stort värde för pianoundervisningen.
Han delade sitt liv mellan en omfattande verksamhet i London, där han såsom lärare, musikhandlare och pianofabrikant förvärvade stor förmögenhet, och konstresor till Paris, Berlin, Dresden, Sankt Petersburg, Wien och Italien, varunder han även introducerade sina elever: Field, Cramer, Klengel, Berger med flera. Efter 1809 drog han sig alltmer tillbaka från offentligheten och sysselsatte sig mest med komposition. 
Clementi var en av sin tids störste pianovirtuoser; i vissa svårigheter, såsom flytande och snabba ters- och oktavgångar, lär han inte ha överträffats av någon. Till en början lade han uteslutande an på yttre glans, men efter en tävlingsstrid i Wien 1781 med Mozart – vilken då kallade Clementi ein blosser Mechanikus – vinnlade han sig även om uttryck och idealitet i föredraget.
Clementis kompositioner är omsorgsfullt utarbetade, med elegans och stor formsäkerhet. Även om de kan uppfattas som något torra och livlösa i jämförelse med en del samtidas har Clementi bidragit till utvecklingen av sonatformen, och hans 106 sonater (därav 60 för pianosolo) kan i tekniskt avseende betraktas som en förberedelse till Beethovens. 

## Verk
- Verklista för Muzio Clementi